# Тавер-Гемлетс
Тавер-Гемлетс (англ. London Borough of Tower Hamlets, дос. «Таверські хутори») — боро лондонського Іст-Енду, прилегле до Таверу. Розташовується в центрі Лондона на площі 19,77 км². Був утворений в 1965 році в результаті об'єднання колишніх столичних районів Степні, Поплар та Бетнал-Грін.
Район лежить на схід від Лондонського Сіті та на північному березі річки Темзи. Має у своєму складі значну частину реконструйованого лондонського району Доклендс, включаючи Вест-Індійські доки та Кенері-Ворф. Багато найвищих будівель Лондона розташовані у центрі острова Собак на півдні району. Частина Олімпійського парку королеви Єлизавети знаходиться у Тавер-Гамлетс. Населення району має одну з найбільших мусульманських громад у країні.

## Географія
Район обмежено річкою Лі зі сходу та річкою Темза з півдня. 
Лондонське Сіті обмежує боро із заходу, Гекні — на півночі, тоді як Річка Лі утворює межу з Ньюгем на сході. Райони вздовж річок Темзи та Лі історично часто затоплювались, але такі проекти, як бар'єр Темзи, що знаходиться на сході, зменшили цей ризик.
Ріджентс-канал входить в район з Гекні, та зливається з річку Темзою у басейні Лаймхаус. 
Боро має у своєму складі парки: Вікторія, Меморіальний парк короля Едварда, парк Майл-Енд та частину Олімпійського парку королеви Єлизавети.

### Квартали у складі боро
- Бетнал-Ґрін[en]
- Блеквол[en]
- Боу[en]
- Бромлі-бай-Боу[en]
- Кенері-Ворф
- Кабітт-таун[en]
- Айленд-Ґарденс[en]
- Лансбері-Істейт[en]
- Лаймгаус
- Майл-Енд[en]
- Поплар[en]
- Шедвелл[en]
- Спіталфілдз[en]
- Сент-Данстанз
- Сент-Кетринс-Докс[en]
- Сент-Петерз
- Степні[en]
- Ваппінґ[en]
- Віверз-Філдз
- Вайтчепел

## Населення
Населення району становить майже 215 000 жителів, більшість з яких — англійці (44 %) і бангладешці (30,5 %).

## Світлини

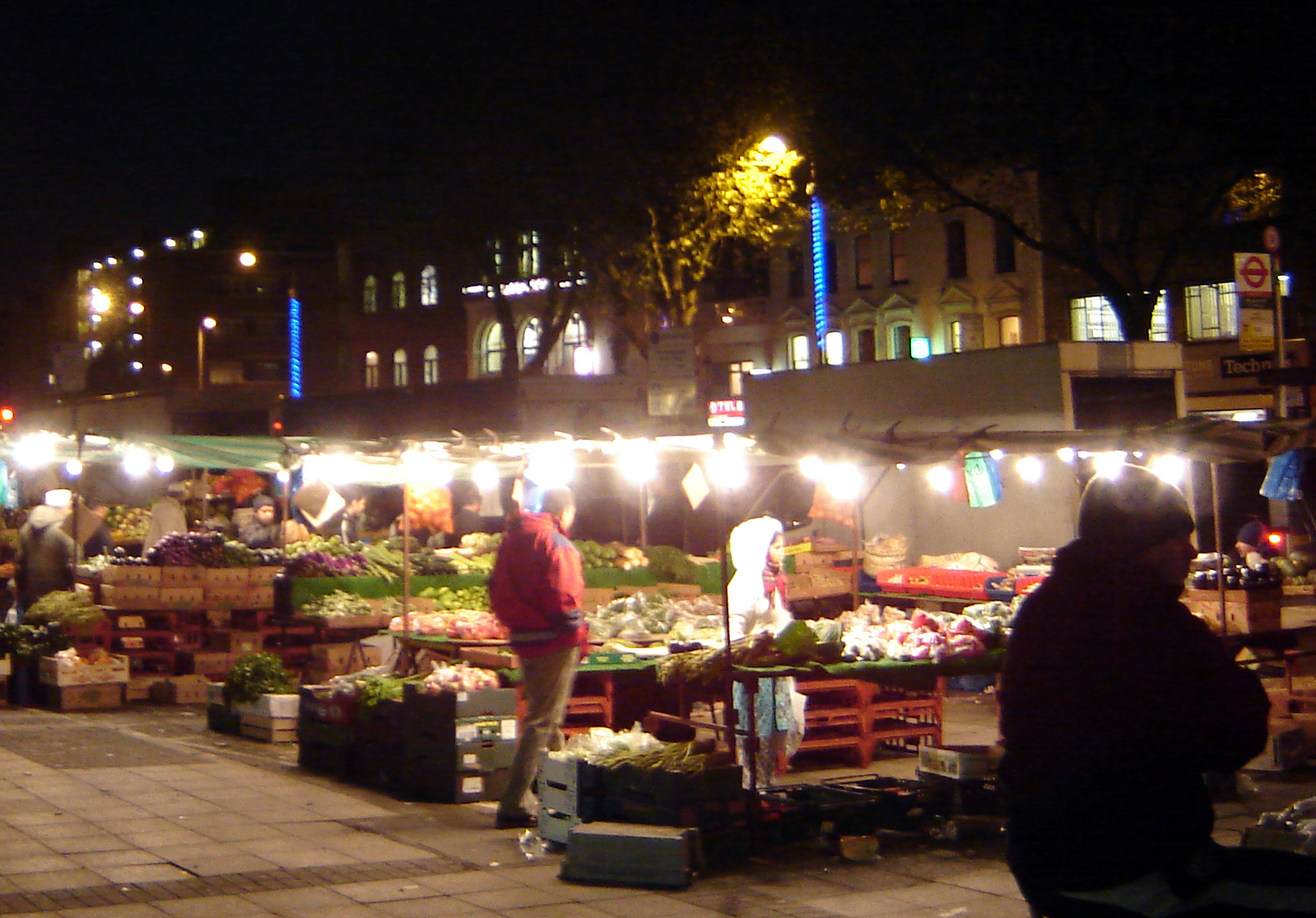
Ринок у Вайтчепелі
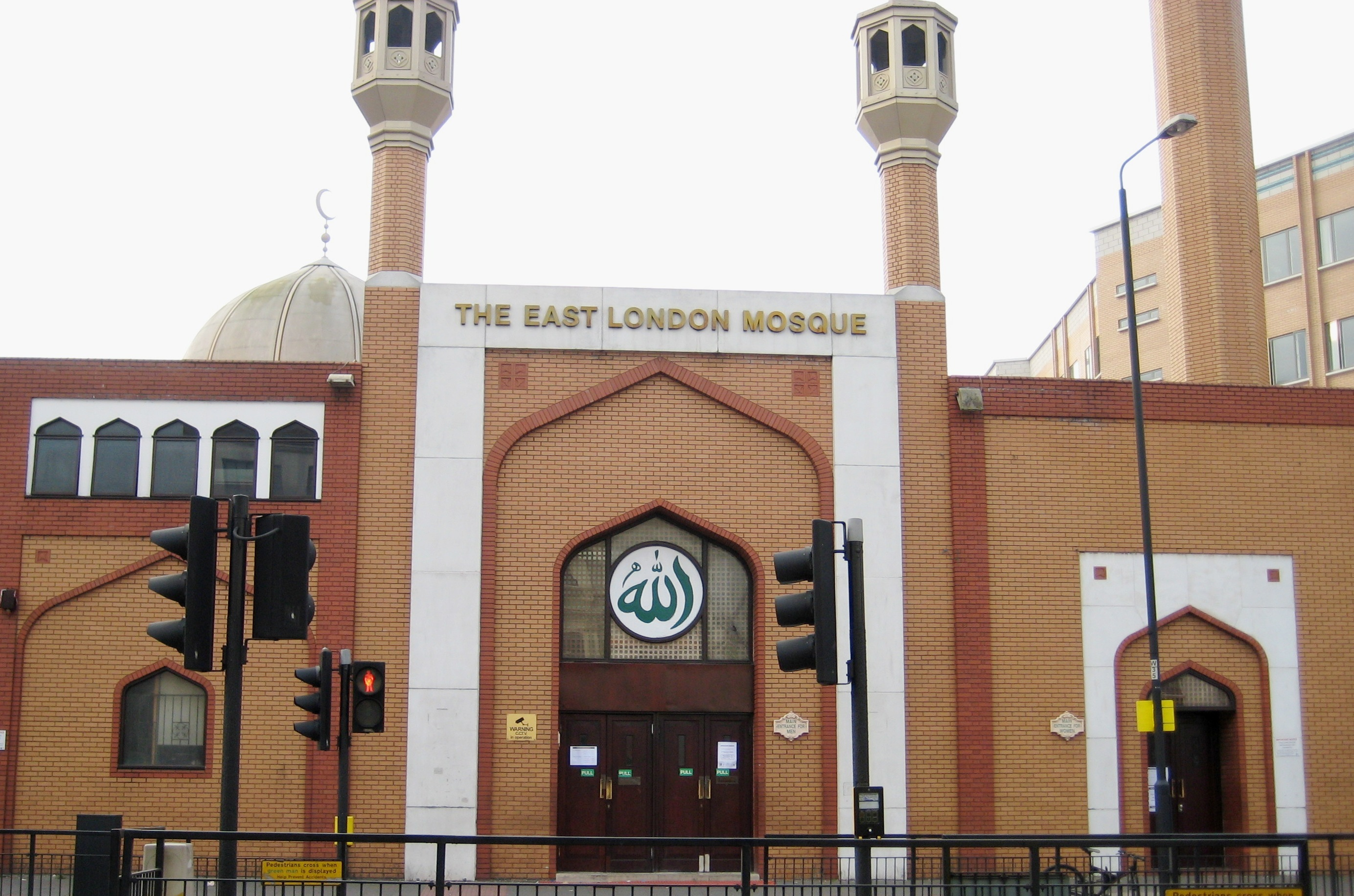
Мечеть Східного Лондона
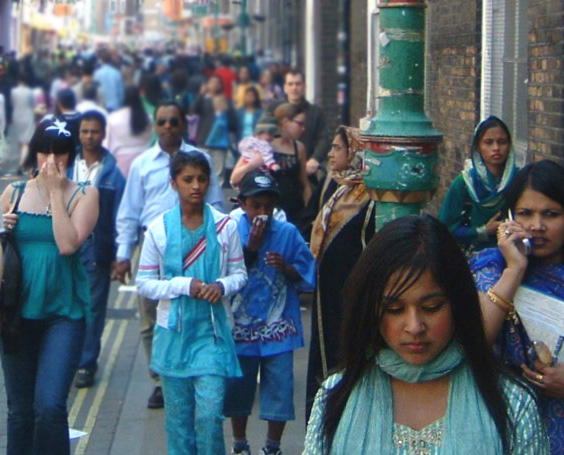
Натовп на вулицях